# پل ویلیامز
پل ویلیامز (انگلیسی: Paul Williams؛ ۲ ژوئیهٔ ۱۹۳۹ – ۱۷ اوت ۱۹۷۳) خواننده باریتون و رقص‌پرداز اهل ایالات متحده آمریکا بود. او بین سال‌های ۱۹۵۵ تا ۱۹۷۱ میلادی فعالیت می‌کرد و از اعضای اصلی گروه آوازی تمپتیشنز بود.